# Sasae-tsuri-komi-ashi
Il Sasae-tsurikomi-ashi (支釣込足, letteralmente "sgambetto trattenuto alla caviglia) è la tecnica numero 3 del Gokyo del judo ed è una tecnica di gamba che ha molte affinità con Hiza-Guruma. "La distanza fra i due lottatori, in questo caso, è ravvicinata. Uke viene proiettato opponendo il piede alla caviglia durante il movimento in avanti e accentuando il movimento in trazione sul piano verticale."

## Esecuzione
La situazione ideale è rappresentata da uno squilibrio avanti a destra con Uke in piedi sulla sola punta del piede destro. Tori si pone a sinistra rispetto ad Uke e il piede destro è posto all'esterno davanti al sinistro, formando un angolo retto. Tirando la manica destra dell'avversario in alto e a destra, con la gamba tesa e rigida, colui che attacca cerca di porre la pianta del piede sinistro sulla caviglia destra di Uke. Tori continua a tirare la manica destra dall'alto al basso seguendo un movimento circolare sino a che Uke non viene proiettato.

## Successioni e contraccolpi
Gli attacchi successivi che possono essere portati a seguito di questa tecnica sono il Ko-soto-gari e il De-ashi-barai. Fra i contraccolpi possibili c'è lo Tsurikomi-ashi.